# 신앙 개조
신앙 개조(信仰箇條, 영어: Articles of Faith)는 일반적으로 신조에서 볼 수 있는 신앙 고백을 묶어놓은 것으로, "우리는 ...을(를) 믿습니다."와 같은 내용에 숫자와 함께 나타나 있다. 이는 특히 기독교회에서 본질적인 신학을 어느 정도 정의한다.

## 사도 신앙 개조 신조
초기 형태의 신앙 개조는 사도들이 1세기에 구성한 것으로 알려져 있다.

## 니케아 개조 신조
니케아 신경과 더 짧은 사도신경이 로마 가톨릭 교회와 성공회의 신앙 개조이다.